# Cloch Labhrais
 (novembre 2015).
La Cloch Labhrais, aussi appelée la Pierre qui répond et la Pierre qui parle, est un grand rocher en Irlande, situé le long d’une route qui mène de Waterford à Dungarvan, à trois kilomètres de la paroisse de Stradbally. La pierre fait l’objet d’une légende similaire à celle de la Pierre de l'éloquence. La caractéristique la plus unique et la plus célèbre de la pierre est une fissure large de 1,5 mètre qui coupe presque entièrement la roche en deux. L’impressionnant rocher issu de l’ère glaciaire s’est probablement fendu lorsque la glace a fondu à cause d’un changement de température rapide entre la glace et l’eau du torrent.

## Taille et emplacement
Le rocher repose sur la rive ouest de la rivière Deehan, près de Stradbally. Il est fendu de nord en sud presque exactement en son centre. La fissure elle-même, large de 1,5 mètre, coupe la pierre en deux parties : les parties est et ouest.

### Moitié est
La moitié la plus à l’est du rocher mesure 10 mètres de l’extrémité nord à l’extrémité sud. Elle mesure 3,4 mètres de haut du côté sud de cette moitié, 5,5 mètres de haut du côté est, 5,2 mètres de haut du côté nord et 3,7 mètres de haut au niveau de la fissure. Du côté est jusqu’à la fissure, on compte 5,9 mètres.

### Moitié ouest
La seconde moitié du rocher mesure 8,2 mètres du nord au sud. Il compte 4,6 mètres de hauteur à l’extrémité sud, 3,4 mètres à l’extrémité ouest, 4 mètres du côté nord et son sommet s’élève à 3,7 mètres au niveau de la fissure. De l’extrémité ouest à la fissure, la roche mesure 4,3 mètres. Un grand morceau de la partie ouest s’est détaché et est tombé à l’extrémité nord de la fissure, refermant presque complètement la fente à cette extrémité. Ce segment à lui seul pèse environ quatre tonnes.

## Légende
Plusieurs légendes entourent la pierre mais dépeignent presque toutes celles-ci au cœur d’un récit où elle annonce si une personne a menti ou non. L’une des versions de l’histoire traite d’une jeune épouse infidèle et de son mari. L’époux avait commencé à soupçonner que sa femme et l’homme qui était son amant avaient pu avoir une relation adultère. Il emmena donc sa femme à la Pierre qui répond et lui ordonna de dire si elle l’avait oui ou non trahi. La jeune femme, ayant prévu ce test, avait secrètement demandé à son amant de se placer à la pointe d’une montagne située non loin de là. De cet endroit, l’amant aurait une bonne visibilité sur l’emplacement du couple près de la pierre mais il se tiendrait suffisamment loin pour que le mari ne puisse pas le reconnaître. La femme déclara « Je n’ai pas plus de liens avec l’homme que mon mari pense être mon amant qu’avec l’homme qui se tient au sommet de cette montagne ! ». Le mari demanda à la pierre si sa femme disait effectivement la vérité, ce à quoi la pierre répondit oui, mais que cette vérité était bien triste. Comme la pierre n’avait encore jamais rencontré un subterfuge aussi trompeur et mensonger, elle fut horrifiée par la méchanceté de la femme et se fendit en deux.